# Lac Ellsworth
Le lac Ellsworth est un lac subglaciaire situé en Antarctique occidental découvert au début des années 2000 par une équipe britannique. Il est nommé d'après l'explorateur américain Lincoln Ellsworth. Des glaciologues envisagent d'y accéder par forage des 3170 mètres de glace qui le recouvrent, au cours de l'été austral 2012-2013, grâce à une technique d'injection d'eau chauffée à 90 °C, filtrée et stérilisée par rayons ultraviolets.